# 붓쇼잔역
붓쇼잔역(일본어: 仏生山駅)은 일본 가가와현 다카마쓰시에 위치한 다카마쓰코토히라 전기철도 고토히라 선의 철도역이다. 상대식 · 두단식의 형태를 합친 2면 3선 구조의 복합 승강장을 갖춘 지상역이다. 역 구내에 IruCa 취급 · 정기 발권 창구가 있다.

## 타는 곳
| 1 | ■ 고토히라 선 | 상행 | 가와라마치 · 다카마쓰칫코 방면                |                   |
| 2 | ■ 고토히라 선 | 하행 | 이치노미야 · 다키노미야 · 고토덴코토히라 방면 |                   |
| 3 | ■ 고토히라 선 | 상행 | 가와라마치 · 다카마쓰칫코 방면                | 시점의 2량 편성만 |

## 이용 현황
| 승차 인원 추이 | 승차 인원 추이 |
| 연도           | 1일 평균       |
| -------------- | -------------- |
| 2011           | 3,085          |
| 2012           | 2,976          |
| 2013           | 3,035          |
| 2014           | 2,964          |
| 2015           | 3,096          |

## 역 주변
- 가가와 현도 12호 미키코쿠부지 선
- 가가와 현도 166호 이와사키타카마쓰 선
- 가가와 현도 280호 타카마쓰카가와 선
- 다카마쓰코토히라 전기 철도 붓쇼잔 공장
- 붓쇼잔 공원

## 인접 역
| 다카마쓰코토히라 전기철도 고토히라 선 | 다카마쓰코토히라 전기철도 고토히라 선 | 다카마쓰코토히라 전기철도 고토히라 선 |
| ------------------------------------- | ------------------------------------- | ------------------------------------- |
| K 05 오타 다카마쓰칫코 방면           | ■ 고토히라 선                         | 구코도리 K 07 고토덴코토히라 방면     |